# 立法議会 (エルサルバドル)
立法議会（りっぽうぎかい、スペイン語: Asamblea Legislativa）は、エルサルバドルの立法府である。

## 概要
一院制、定数60、任期3年。定数は2023年に従来の84から削減された。